# Sunset Boulevard (musical)
Sunset Boulevard es un musical basado en la película homónima de Billy Wilder (conocida en España como El crepúsculo de los dioses y en América Latina como El ocaso de una vida), con música de Andrew Lloyd Webber y libreto y letras de Don Black y Christopher Hampton. Su trama central gira en torno a Norma Desmond, una antigua estrella del cine mudo que vive apartada del mundo en su mansión de Sunset Boulevard. Cuando su camino se cruza por casualidad con el de Joe Gillis, un guionista de Hollywood en horas bajas, Norma ve en él la oportunidad para su regreso a la gran pantalla.
El espectáculo se estrenó en 1993 en el Adelphi Theatre de Londres y desde entonces numerosas producciones han proliferado a lo largo de todo el mundo. La obra también ha sido objeto de controversia al haberse visto envuelta en diferentes batallas legales con actrices como Patti LuPone o Faye Dunaway.

## Desarrollo
Entre 1952 y 1956, la actriz Gloria Swanson, protagonista de la película de Billy Wilder, estuvo trabajando en una versión musical de Sunset Boulevard junto al compositor Dickson Hughes y el también actor Richard Stapley. Esta adaptación, que llevaba por título Boulevard! e incluía un final feliz en el que Norma Desmond permitía a Joe Gillis marcharse con Betty Schaefer, había sido autorizada verbalmente por la Paramount, pero no contaba con un contrato legal firmado. El 20 de febrero de 1957, el proyecto terminó de manera abrupta cuando el ejecutivo de la Paramount Russell Holman se puso en contacto con Gloria Swanson y le exigió que abandonase su idea. El material quedó enterrado durante décadas hasta que, en 1994, algunos fragmentos vieron la luz como parte de Swanson on Sunset, un espectáculo musical basado en las experiencias de Dickson Hughes y Richard Stapley escribiendo Boulevard!. En 2008, una grabación íntegra de la partitura que había sido conservada en los archivos de Gloria Swanson en la Universidad de Texas fue comercializada bajo el sello Stage Door Records.
A principios de los años 60, Stephen Sondheim esbozó una nueva adaptación junto al libretista Burt Shevelove, que debía haber protagonizado Jeanette MacDonald. Aunque llegaron a completar la primera escena, un encuentro fortuito de Sondheim con Billy Wilder les hizo desistir, ya que el director dejó claro que el género más adecuado para llevar Sunset Boulevard a las tablas era la ópera. Años después, Harold Prince pidió a Sondheim que escribiese la banda sonora para un remake cinematográfico con Angela Lansbury, en el que Norma Desmond sería una intérprete de comedia musical en lugar de una estrella del cine mudo. Sondheim declinó la oferta apelando a la charla que en su día mantuvo con Wilder.
Andrew Lloyd Webber vio la película en los años 70 e inspirado por ella compuso el tema principal para una posible adaptación sobre los escenarios. Más tarde, esa melodía sería reutilizada en el filme Gumshoe de Stephen Frears. En 1976, a raíz de una conversación con Harold Prince, propietario de los derechos de Sunset Boulevard, Lloyd Webber escribió la música para la secuencia en la que Norma Desmond regresa a los estudios Paramount. Sin embargo, no volvería a trabajar en la pieza hasta 1989, una vez estrenado Aspects of Love. Aunque en febrero de 1990 Lloyd Webber había anunciado que su compañía The Really Useful Group iba a centrarse en la producción cinematográfica, finalmente Sunset Boulevard se convirtió en su siguiente objetivo.
Una primera versión del espectáculo escrita por Amy Powers, una abogada neoyorquina sin apenas experiencia como letrista, y Don Black pudo verse en la edición de 1991 del Festival de Sydmonton, con Ria Jones como Norma Desmond y Michael Ball como Joe Gillis. Sin embargo, la reacción del público asistente fue más bien fría ya que la obra aún estaba en una fase prematura. Amy Powers se desvinculó del proyecto y en su lugar entró Christopher Hampton, quien junto a Don Black desarrolló un nuevo libreto que vio la luz en el Festival de Sydmonton de 1992, con Patti LuPone y Kevin Anderson al frente del reparto. Algunas de las melodías de la partitura se reutilizaron de otros trabajos previos de Lloyd Webber como Cricket o The Likes of Us, ambos firmados por Tim Rice. Gracias a las últimas modificaciones incorporadas, esta vez la representación fue un éxito.

## Producciones

### Londres
1993
La première mundial de Sunset Boulevard tuvo lugar el 12 de julio de 1993 en el Adelphi Theatre del West End, con Patti LuPone como Norma Desmond, Kevin Anderson como Joe Gillis, Meredith Braun como Betty Schaefer y Daniel Benzali como Max von Mayerling. Billy Wilder y Nancy Olson, la intérprete de Betty Schaefer en la película original, estuvieron presentes la noche del estreno.
El montaje reunió a un equipo creativo formado por Trevor Nunn en la dirección, Bob Avian en la coreografía, John Napier en el diseño de escenografía, Anthony Powell en el diseño de vestuario, Andrew Bridge en el diseño de iluminación, Martin Levan en el diseño de sonido y David Caddick en la supervisión musical. A pesar de que las críticas no fueron demasiado entusiastas, en la edición de 1994 de los Olivier el espectáculo obtuvo dos nominaciones en las categorías de mejor musical nuevo y mejor actriz (Patti LuPone).
En marzo de 1994, Sunset Boulevard echó el cierre durante tres semanas para incorporar los cambios introducidos en la puesta en escena de Los Ángeles, destacando una nueva canción titulada «Every Movie's a Circus». El reestreno se celebró el 19 de abril de 1994, con Betty Buckley y John Barrowman en los papeles principales, y esta vez la respuesta de la crítica fue más positiva.
Después de una andadura de casi cuatro años, la producción bajó el telón definitivamente el 5 de abril de 1997. En total se llevaron a cabo 1 530 funciones, a lo largo de las cuales la compañía fue renovándose con diferentes protagonistas, incluyendo a Betty Buckley, Elaine Paige, Petula Clark y Rita Moreno como Norma Desmond, John Barrowman, Alexander Hanson y Graham Bickley como Joe Gillis, Anita Louise Combe y Catherine Porter como Betty Schaefer, y Michael Bauer como Max von Mayerling.
2008
Entre el 15 de diciembre de 2008 y el 30 de mayo de 2009, un nuevo montaje se representó en el Comedy Theatre del West End (actual Harold Pinter Theatre), con Kathryn Evans como Norma Desmond, Ben Goddard como Joe Gillis, Laura Pitt-Pulford como Betty Schaefer y Dave Willetts como Max von Mayerling. Esta versión, que se había gestado en el Watermill Theatre de Newbury durante el verano de 2008, fue dirigida y coreografiada por Craig Revel Horwood y se caracterizó porque los miembros del elenco también tocaban los instrumentos de la orquesta mientras interpretaban sus papeles. El resto del equipo artístico lo completaron Diego Pitarch en el diseño de escenografía y vestuario, Richard G. Jones en el diseño de iluminación, Gary Dixon en el diseño de sonido y Sarah Travis en la dirección musical.
Tras el cierre en Londres, se habló de una posible gira por Reino Unido e incluso de llevar el espectáculo a Broadway, pero ninguno de estos planes llegó a materializarse.
2016
En primavera de 2016, la English National Opera presentó una producción semiescenificada que estuvo en cartel entre el 4 de abril y el 7 de mayo en el London Coliseum. Glenn Close, quien dos décadas atrás ya había dado vida a Norma Desmond en Los Ángeles y Broadway, encabezó el reparto en esta ocasión, acompañada de Michael Xavier como Joe Gillis, Siobhan Dillon como Betty Schaefer y Fred Johanson como Max von Mayerling. El montaje contó con dirección de Lonny Price, coreografía de Stephen Mear, diseño de escenografía de James Noone, diseño de vestuario de Tracy Christensen y Anthony Powell, diseño de iluminación de Mark Henderson y diseño de sonido de Mick Potter. La orquesta de 48 músicos, que se ubicó sobre el escenario a la vista del público, fue dirigida por Michael Reed.
2023
Una nueva versión reimaginada por el director Jamie Lloyd pudo verse en el Savoy Theatre del West End entre el 12 de octubre de 2023 y el 6 de enero de 2024, con Nicole Scherzinger como Norma Desmond, Tom Francis como Joe Gillis, Grace Hodgett Youn como Betty Schaefer y David Thaxton como Max von Mayerling. Esta propuesta, que Lloyd planteó como una reflexión sobre la cultura de la fama y las celebridades, reunió a un equipo creativo formado por Fabian Aloise en la coreografía, Soutra Gilmour en el diseño de escenografía y vestuario, Nathan Amzi y Joe Ransom en el diseño de vídeo, Jack Knowles en el diseño de iluminación, Adam Fisher en el diseño de sonido y Alan Williams en la dirección musical.

### Los Ángeles
De cara al estreno en Estados Unidos, el libreto y la partitura fueron revisados para reforzar la historia, destacando la incorporación de una nueva canción titulada «Every Movie's a Circus». La première americana tuvo lugar el 9 de diciembre de 1993 en el Shubert Theatre de Los Ángeles, con Glenn Close como Norma Desmond, Alan Campbell como Joe Gillis, Judy Kuhn como Betty Schaefer y George Hearn como Max von Mayerling.
La obra fue aclamada por la crítica y rápidamente se convirtió en un éxito de público, permaneciendo en cartel hasta el 26 de julio de 1994. En un principio estaba previsto que Faye Dunaway reemplazase a Glenn Close como Norma Desmond una vez que esta dejase la compañía para protagonizar el espectáculo en Broadway, pero tras varias semanas de ensayos con Rex Smith como Joe Gillis y Jon Cypher como Max von Mayerling, y a pesar de llevar acumulados más de cuatro millones de dólares en preventa de entradas, se decidió echar el cierre. Los productores alegaron que Faye Dunaway no estaba a la altura de la exigente partitura, motivo por el cual la actriz interpuso una demanda acusándoles de haber dañado su reputación. El pleito fue resuelto mediante un acuerdo económico cuyas condiciones nunca han sido reveladas.

### Broadway
1994
Tras la buena acogida en California, Sunset Boulevard dio el salto a Broadway, donde debutó el 17 de noviembre de 1994 en el Minskoff Theatre, con la mayor preventa de entradas en la historia del teatro neoyorquino hasta la fecha. Glenn Close (Norma Desmond), Alan Campbell (Joe Gillis) y George Hearn (Max von Mayerling) repitieron los papeles que ya había interpretado en Los Ángeles, a los que se unió Alice Ripley como Betty Schaefer. Al igual que en Londres, la noche del estreno contó con la presencia de Billy Wilder.
El desembarco en Broadway vino rodeado de polémica debido a la querella que interpuso Patti LuPone por haber sido apartada de la compañía en favor de Glenn Close. El litigio se resolvió fuera de los tribunales y Patti LuPone fue indemnizada con más de un millón de dólares. Este hecho, unido a los altos costes de producción, ocasionaron importantes pérdidas que convirtieron a la obra en un fracaso económico a pesar de la excelente respuesta por parte del público.
En los premios Tony de 1995, la controversia volvió a salpicar al espectáculo cuando este se alzó con siete galardones en una edición sin apenas competencia en el género musical.
Después de 977 funciones regulares y 17 previas, la puesta en escena neoyorquina bajó el telón por última vez el 22 de marzo de 1997. Durante el tiempo que se mantuvo en cartel, el montaje vio pasar por su elenco a diferentes intérpretes, incluyendo a Betty Buckley y Elaine Paige como Norma Desmond, John Barrowman como Joe Gillis y Steven Stein-Grainger como Max von Mayerling.
2017
Entre el 9 de febrero y el 25 de junio de 2017, la producción de la English National Opera se representó por temporada limitada en el Palace Theatre de Broadway, con Glenn Close (Norma Desmond), Michael Xavier (Joe Gillis), Siobhan Dillon (Betty Schaefer) y Fred Johanson (Max von Mayerling) de nuevo al frente del reparto, y Kristen Blodgette dirigiendo la orquesta de 40 músicos.
2024
Una vez concluido su paso por el West End londinense, la versión de Jamie Lloyd se instaló en el St. James Theatre de Broadway entre el 20 de octubre de 2024 y el 20 de julio de 2025, protagonizada también por Nicole Scherzinger como Norma Desmond, Tom Francis como Joe Gillis, Grace Hodgett Youn como Betty Schaefer y David Thaxton como Max von Mayerling.

### España
El estreno mundial en idioma español tuvo lugar el 27 de diciembre de 2017 en el Auditorio de Tenerife, donde el espectáculo pudo verse hasta el 4 de enero de 2018. Dirigido y adaptado por Jaime Azpilicueta, el montaje contó con Paloma San Basilio como Norma Desmond, Gerónimo Rauch como Joe Gillis, Inma Mira como Betty Schaefer y Gonzalo Montes como Max von Mayerling. El resto del equipo artístico lo completaron Federico Barrios en la coreografía, Ricardo Sánchez Cuerda en el diseño de escenografía, Leo Martínez en el diseño de vestuario, Juanjo Beloqui en el diseño de iluminación, Poti Martín en el diseño de sonido y Julio Awad en la dirección musical.

### Argentina
En Argentina se representó entre el 6 de abril y el 5 de agosto de 2018 en el Teatro Maipo de Buenos Aires, protagonizado por Valeria Lynch como Norma Desmond, Mariano Chiesa como Joe Gillis, Carla del Huerto como Betty Schaefer y Rodolfo Valss como Max von Mayerling. La dirección corrió a cargo de Claudio Tolcachir, con Elizabeth de Chapeaurouge en la coreografía, Jorge Ferrari en el diseño de escenografía, Renata Schussheim en el diseño de vestuario, Mariano Demaría en el diseño de iluminación, Gastón Briski en el diseño de sonido y Gerardo Gardelín en la dirección musical. El libreto fue traducido al español por Fernando Masllorens y Federico González del Pino, mientras que la adaptación de las canciones llevó la firma de Elio Marchi.

### Otras producciones
Sunset Boulevard se ha estrenado en países como Alemania, Argentina, Australia, Bélgica, Brasil, Canadá, China, Dinamarca, España, Irlanda, Japón, Países Bajos, Estados Unidos, Reino Unido, República Checa,Singapur, Sudáfrica, Suecia o Taiwán, y ha sido traducido a multitud de idiomas.
En Estados Unidos ha salido a la carretera en dos ocasiones. La primera gira dio comienzo el 28 de junio de 1996 en el Buell Theatre de Denver, con Linda Balgord como Norma Desmond, y finalizó el 7 de junio de 1997 en la Civic Opera House de Chicago. Un segundo tour protagonizado por Petula Clark arrancó el 1 de diciembre de 1998 en el Benedum Center de Pittsburgh y visitó más de 50 localidades estadounidenses, despidiéndose definitivamente el 9 de abril de 2000 en el Von Braun Center de Huntsville. Este montaje fue dirigido por Susan H. Schulman y contó con nueva escenografía de Derek McLane para facilitar el transporte de una ciudad a otra.
El actor Hugh Jackman dio vida a Joe Gillis en la producción original australiana, que levantó el telón el 26 de octubre de 1996 en el Regent Theatre de Melbourne y se mantuvo en cartel hasta el 14 de junio de 1997.
Entre el 14 de diciembre de 2020 y el 3 de enero de 2021, el Curve Theatre de Leicester tenía previsto acoger una versión en concierto con Ria Jones como Norma Desmond, pero las medidas implementadas por el Gobierno británico para combatir la pandemia de COVID-19 obligaron a cancelar las representaciones. En su lugar, el espectáculo fue filmado y emitido en streaming desde la web del propio teatro.

## Adaptación cinematográfica
Después de años de rumores sobre una posible adaptación a la gran pantalla de Sunset Boulevard y de barajarse actrices como Elaine Paige, Meryl Streep, Liza Minnelli, Barbra Streisand o Madonna para el papel de Norma Desmond, en febrero de 2019 se anunció que Glenn Close sería quien protagonizase la película bajo las órdenes de Rob Ashford. Sin embargo, actualmente el proyecto está en punto muerto.

## Personajes
| Personaje         | Descripción                                                      |
| Norma Desmond     | Una antigua estrella del cine mudo caída en el olvido.           |
| Joe Gillis        | Un guionista de cine en horas bajas.                             |
| Betty Schaefer    | Una aspirante a guionista que trabaja en los estudios Paramount. |
| Max von Mayerling | El fiel mayordomo de Norma Desmond.                              |
| Artie Green       | Amigo de Joe Gillis y prometido de Betty Schaefer.               |
| Cecil B. DeMille  | El famoso director de cine.                                      |

## Números musicales
| Acto I - «Overture»/«Prologue» - «Let's Have Lunch» - «Every Movie's a Circus» † - «Surrender» - «With One Look» - «Salome» - «The Greatest Star of All» - «Every Movie's a Circus (Reprise)» † ∞ - «Girl Meets Boy» - «New Ways to Dream» - «The Lady's Paying» ± - «The Perfect Year» - «This Time Next Year» | Acto II - «Entr'acte» - «Sunset Boulevard» - «There's Been a Call» - «As If We Never Said Goodbye» - «Surrender (Reprise)» - «Girl Meets Boy (Reprise)» - «Eternal Youth Is Worth a Little Suffering» ± - «Too Much in Love to Care» - «New Ways to Dream (Reprise)» - «The Final Scene» |

† Canción añadida para el estreno en Los Ángeles
∞ Originalmente un reprise de «Let's Have Lunch»
± Suprimida en los revivals dirigidos por Jamie Lloyd

## Repartos originales

### Reino Unido
| Personaje         | West End (1993) | Gira en Reino Unido (2001) | West End (2008)    | Londres (2016) | Gira en Reino Unido (2017) | West End (2023)     |
| Norma Desmond     | Patti LuPone    | Faith Brown                | Kathryn Evans      | Glenn Close    | Ria Jones                  | Nicole Scherzinger  |
| Joe Gillis        | Kevin Anderson  | Earl Carpenter             | Ben Goddard        | Michael Xavier | Danny Mac                  | Tom Francis         |
| Betty Schaefer    | Meredith Braun  | Ceri Ann Gregory           | Laura Pitt-Pulford | Siobhan Dillon | Molly Lynch                | Grace Hodgett Young |
| Max von Mayerling | Daniel Benzali  | Michael Bauer              | Dave Willetts      | Fred Johanson  | Adam Pearce                | David Thaxton       |
| Artie Green       | Gareth Snook    | Jeremy Finch               | Tomm Coles         | Haydn Oakley   | Dougie Carter              | Ahmed Hamad         |
| Cecil B. DeMille  | Michael Bauer   | Vincent Pirillo            | Craig Pinder       | Julian Forsyth | Carl Sanderson             | Jon Tsouras         |

### Estados Unidos
| Personaje         | Los Ángeles (1993) | Broadway (1994)  | Gira en EE. UU. (1996) | Gira en EE. UU. (1998) | Broadway (2017)     | Broadway (2024)        |
| Norma Desmond     | Glenn Close        | Glenn Close      | Linda Balgord          | Petula Clark           | Glenn Close         | Nicole Scherzinger     |
| Joe Gillis        | Alan Campbell      | Alan Campbell    | Ron Bohmer             | Lewis Cleale           | Michael Xavier      | Tom Francis            |
| Betty Schaefer    | Judy Kuhn          | Alice Ripley     | Lauren Kennedy         | Sarah Uriarte Berry    | Siobhan Dillon      | Grace Hodgett Young    |
| Max von Mayerling | George Hearn       | George Hearn     | Ed Dixon               | Allen Fitzpatrick      | Fred Johanson       | David Thaxton          |
| Artie Green       | Vincent Tumeo      | Vincent Tumeo    | James Clow             | Michael Berry          | Preston Truman Boyd | Diego Andres Rodriguez |
| Cecil B. DeMille  | Alan Oppenheimer   | Alan Oppenheimer | William Chapman        | George Merner          | Paul Schoeffler     | Shavey Brown           |

### España/América Latina
| Personaje         | Santa Cruz de Tenerife (2017) | Buenos Aires (2018) |
| Norma Desmond     | Paloma San Basilio            | Valeria Lynch       |
| Joe Gillis        | Gerónimo Rauch                | Mariano Chiesa      |
| Betty Schaefer    | Inma Mira                     | Carla del Huerto    |
| Max von Mayerling | Gonzalo Montes                | Rodolfo Valss       |
| Artie Green       | Flavio Gismondi               | Mariano Zito        |
| Cecil B. DeMille  | Alberto Feria                 | Jorge Priano        |

## Grabaciones
Existen varios álbumes interpretados por los elencos de los diferentes montajes que se han estrenado a lo largo de todo el mundo, además de numerosos singles, EPs y grabaciones de estudio.
Hasta la fecha no se ha editado ningún álbum en español, aunque para la producción del Auditorio de Tenerife, las canciones «With One Look» y «Sunset Boulevard» fueron grabadas con fines promocionales por Paloma San Basilio y Gerónimo Rauch respectivamente.

## Premios y nominaciones

### Producción original del West End
| Año  | Premio        | Categoría                  | Nominado            | Resultado |
| ---- | ------------- | -------------------------- | ------------------- | --------- |
| 1994 | Olivier Award | Mejor musical nuevo        | Mejor musical nuevo | Nominado  |
| 1994 | Olivier Award | Mejor actriz en un musical | Patti LuPone        | Nominada  |
| 1995 | Olivier Award | Mejor actriz en un musical | Betty Buckley       | Nominada  |
| 1996 | Olivier Award | Mejor actriz en un musical | Elaine Paige        | Nominada  |

### Producción original de Broadway
| Año  | Premio           | Categoría                            | Nominado                                            | Resultado |
| ---- | ---------------- | ------------------------------------ | --------------------------------------------------- | --------- |
| 1995 | Tony Award       | Mejor musical                        | Mejor musical                                       | Ganador   |
| 1995 | Tony Award       | Mejor música original                | Andrew Lloyd Webber, Don Black, Christopher Hampton | Ganadores |
| 1995 | Tony Award       | Mejor libreto de un musical          | Don Black, Christopher Hampton                      | Ganadores |
| 1995 | Tony Award       | Mejor actor principal en un musical  | Alan Campbell                                       | Nominado  |
| 1995 | Tony Award       | Mejor actriz principal en un musical | Glenn Close                                         | Ganadora  |
| 1995 | Tony Award       | Mejor actor de reparto en un musical | George Hearn                                        | Ganador   |
| 1995 | Tony Award       | Mejor dirección en un musical        | Trevor Nunn                                         | Nominado  |
| 1995 | Tony Award       | Mejor coreografía                    | Bob Avian                                           | Nominado  |
| 1995 | Tony Award       | Mejor diseño de escenografía         | John Napier                                         | Ganador   |
| 1995 | Tony Award       | Mejor diseño de vestuario            | Anthony Powell                                      | Nominado  |
| 1995 | Tony Award       | Mejor diseño de iluminación          | Andrew Bridge                                       | Ganador   |
| 1995 | Drama Desk Award | Mejor actriz en un musical           | Glenn Close                                         | Ganadora  |

### Producción del West End de 2008
| Año  | Premio        | Categoría                                 | Nominado      | Resultado |
| ---- | ------------- | ----------------------------------------- | ------------- | --------- |
| 2009 | Olivier Award | Mejor actriz en un musical                | Kathryn Evans | Nominada  |
| 2009 | Olivier Award | Mejor intérprete de reparto en un musical | Dave Willetts | Nominado  |

### Producción de Londres de 2016
| Año  | Premio                         | Categoría                      | Nominado                    | Resultado |
| ---- | ------------------------------ | ------------------------------ | --------------------------- | --------- |
| 2016 | Evening Standard Theatre Award | Mejor musical                  | Mejor musical               | Nominado  |
| 2016 | Evening Standard Theatre Award | Mejor intérprete en un musical | Glenn Close                 | Ganadora  |
| 2017 | Olivier Award                  | Mejor revival de un musical    | Mejor revival de un musical | Nominado  |
| 2017 | Olivier Award                  | Mejor actriz en un musical     | Glenn Close                 | Nominada  |

### Producción de Broadway de 2017
| Año  | Premio                     | Categoría                   | Nominado                    | Resultado |
| ---- | -------------------------- | --------------------------- | --------------------------- | --------- |
| 2017 | Drama Desk Award           | Mejor diseño de iluminación | Mark Henderson              | Nominado  |
| 2017 | Drama League Award         | Mejor revival de un musical | Mejor revival de un musical | Nominado  |
| 2017 | Outer Critics Circle Award | Mejor revival de un musical | Mejor revival de un musical | Nominado  |

### Producción del West End de 2023
| Año  | Premio                         | Categoría                             | Nominado                                | Resultado |
| ---- | ------------------------------ | ------------------------------------- | --------------------------------------- | --------- |
| 2023 | Evening Standard Theatre Award | Mejor intérprete en un musical        | Nicole Scherzinger                      | Ganadora  |
| 2023 | Evening Standard Theatre Award | Mejor dirección                       | Jamie Lloyd                             | Ganador   |
| 2024 | Olivier Award                  | Mejor revival de un musical           | Mejor revival de un musical             | Ganador   |
| 2024 | Olivier Award                  | Mejor actriz en un musical            | Nicole Scherzinger                      | Ganadora  |
| 2024 | Olivier Award                  | Mejor actor en un musical             | Tom Francis                             | Ganador   |
| 2024 | Olivier Award                  | Mejor actriz de reparto en un musical | Grace Hodgett Young                     | Nominada  |
| 2024 | Olivier Award                  | Mejor actor de reparto en un musical  | David Thaxton                           | Nominado  |
| 2024 | Olivier Award                  | Mejor dirección                       | Jamie Lloyd                             | Ganador   |
| 2024 | Olivier Award                  | Mejor coreografía                     | Fabian Aloise                           | Nominado  |
| 2024 | Olivier Award                  | Mejor diseño de escenografía          | Soutra Gilmour, Nathan Amzi, Joe Ransom | Nominados |
| 2024 | Olivier Award                  | Mejor diseño de iluminación           | Jack Knowles                            | Ganador   |
| 2024 | Olivier Award                  | Mejor diseño de sonido                | Adam Fisher                             | Ganador   |
| 2024 | Olivier Award                  | Contribución musical destacada        | Alan Williams                           | Ganador   |

### Producción de Broadway de 2024
| Año  | Premio                     | Categoría                                 | Nominado                          | Resultado |
| ---- | -------------------------- | ----------------------------------------- | --------------------------------- | --------- |
| 2025 | Tony Award                 | Mejor revival de un musical               | Mejor revival de un musical       | Ganador   |
| 2025 | Tony Award                 | Mejor actor principal en un musical       | Tom Francis                       | Nominado  |
| 2025 | Tony Award                 | Mejor actriz principal en un musical      | Nicole Scherzinger                | Ganadora  |
| 2025 | Tony Award                 | Mejor diseño de sonido en un musical      | Adam Fisher                       | Nominado  |
| 2025 | Tony Award                 | Mejor diseño de iluminación en un musical | Jack Knowles                      | Ganador   |
| 2025 | Tony Award                 | Mejor dirección en un musical             | Jamie Lloyd                       | Nominado  |
| 2025 | Tony Award                 | Mejores orquestaciones                    | David Cullen, Andrew Lloyd Webber | Nominados |
| 2025 | Drama Desk Award           | Mejor revival de un musical               | Nominado                          |           |
| 2025 | Drama Desk Award           | Mejor intérprete principal en un musical  | Tom Francis                       | Nominado  |
| 2025 | Drama Desk Award           | Mejor intérprete principal en un musical  | Nicole Scherzinger                | Nominada  |
| 2025 | Drama Desk Award           | Mejor dirección en un musical             | Jamie Lloyd                       | Nominado  |
| 2025 | Drama Desk Award           | Mejor diseño de iluminación en un musical | Jack Knowles                      | Ganador   |
| 2025 | Drama Desk Award           | Mejor diseño de sonido en un musical      | Adam Fisher                       | Nominado  |
| 2025 | Drama Desk Award           | Mejor diseño de proyecciones              | Nathan Amzi, Joe Ransom           | Nominados |
| 2025 | Drama League Award         | Mejor revival de un musical               | Mejor revival de un musical       | Ganador   |
| 2025 | Drama League Award         | Mejor dirección en un musical             | Jamie Lloyd                       | Nominado  |
| 2025 | Drama League Award         | Mejor intérprete                          | Tom Francis                       | Nominado  |
| 2025 | Drama League Award         | Mejor intérprete                          | Nicole Scherzinger                | Ganadora  |
| 2025 | Outer Critics Circle Award | Mejor revival de un musical               | Mejor revival de un musical       | Nominado  |
| 2025 | Outer Critics Circle Award | Mejor intérprete principal en un musical  | Nicole Scherzinger                | Nominada  |
| 2025 | Outer Critics Circle Award | Mejor diseño de sonido                    | Adam Fisher                       | Nominado  |
| 2025 | Outer Critics Circle Award | Mejor diseño de vídeo/proyecciones        | Nathan Amzi, Joe Ransom           | Nominados |
| 2025 | Theatre World Award        | Mejor debut en Broadway                   | Nicole Scherzinger                | Ganadora  |